# Andrônico I de Trebizonda
Andrônico (português brasileiro) ou Andrónico (português europeu) I de Trebizonda ou Andrônico I Gido (m. 1235) foi um monarca do Império de Trebizonda que reinou entre 1222 e 1235. Filho de Aleixo I de Trebizonda, a quem sucedeu no pequeno estado, foi incapaz de libertar-se da servidão para os sultanato seljúcida de Rum, mas conseguiu defender Trebizonda de um cerco dos seljúcidas nos primeiros dois anos do seu reinado. Foi sucedido no trono por João I.